# 瓦洛-德拉卢卡尼亚
瓦洛-德拉卢卡尼亚（Vallo della Lucania）是意大利南部坎帕尼亚大区萨莱诺省的一个市镇，位于奇伦托地区中部。ISTAT代码为065154。